# Liste der Gouverneure von Aichi
Die Liste der Gouverneure von Aichi enthält alle Gouverneure der japanischen Präfektur Aichi (jap. 愛知県知事, Aichi-ken-chiji, vor 1885: 愛知県令, Aichi-ken-rei). Für die Gouverneure der Vorgängerpräfekturen vor 1872, siehe Präfektur Nagoya, Präfektur Inuyama und Präfektur Nukata.

## Ernannte Gouverneure 1872–1947
Anmerkung: Die Datumsangaben folgen auch vor 1873 dem westlichen (gregorianischen) Kalender.
| #                                               | Name               | Amtszeit                        | Herkunft  |
| ----------------------------------------------- | ------------------ | ------------------------------- | --------- |
| Gouverneure der Präfektur Aichi Aichi-kenrei    |                    |                                 |           |
| 1                                               | Iseki Morimoto     | 2. Apr. 1872 – 30. Mai 1873     | Iyo       |
| 2                                               | Washinoo Takatsumu | 30. Mai 1873 –15. Okt. 1875     | Yamashiro |
| 3                                               | Yasuba Yasukazu    | 15. Okt. 1875 –8. März 1880     | Higo      |
| 4                                               | Kunisada Rempei    | 8. März 1880 –18. Jan. 1885 (†) | Nagato    |
| 5                                               | Katsumata Minoru   | 22. Jan. 1885 –18. Juli 1886    | Nagato    |
| Gouverneure der Präfektur Aichi Aichi-ken chiji |                    |                                 |           |
| 5                                               | Katsumata Minoru   | 18. Juli 1886 –26. Dez. 1889    | Nagato    |
| 6                                               | Shirane Sen’ichi   | 26. Dez. 1889 –17. Mai 1890     | Nagato    |
| 7                                               | Iwamura Takatoshi  | 21. Mai 1890 –15. Jan. 1892     | Tosa      |
| 8                                               | Senda Sadaaki      | 15. Jan. 1892 –20. Juli 1892    | Satsuma   |
| 9                                               | Yasuba Yasukazu    | 20. Juli 1892 –20. Aug. 1892    | Higo      |
| 10                                              | Tokitō Tanemoto    | 20. Aug. 1892 –13. Nov. 1897    | Satsuma   |
| 11                                              | Egi Kazuyuki       | 13. Nov. 1897 –28. Dez. 1898    | Suō       |
| 12                                              | Oki Morikata       | 28. Dez. 1898 –12. Mai 1902     | Tottori   |
| 13                                              | Nomura Masaaki     | 12. Mai 1902 –2. Okt. 1902 (†)  | Kagoshima |
| 14                                              | Fukano Ichizō      | 4. Okt. 1902 –28. Dez. 1912     | Kumamoto  |
| 15                                              | Ishihara Kenzō     | 28. Dez. 1912 –3. März 1913     | Okayama   |
| 16                                              | Matsui Shigeru     | 3. März 1913 –18. Apr. 1919     | Hiroshima |
| 17                                              | Miyao Shunji       | 18. Apr. 1919 –27. Mai 1921     | Niigata   |
| 18                                              | Kawaguchi Hikoharu | 27. Mai 1921 –16. Juni 1923     | Miyazaki  |
| 19                                              | Ōta Masahiro       | 16. Juni 1923 –11. Juni 1924    | Yamagata  |
| 20                                              | Yamawaki Haruki    | 11. Juni 1924 –28. Sep. 1926    | Kyōto     |
| 21                                              | Shibata Zenzaburō  | 28. Sep. 1926 –17. Mai 1927     | Shizuoka  |
| 22                                              | Obata Toyoji       | 17. Mai 1927 –5. Juli 1929      | Chiba     |
| 23                                              | Oka Masao          | 5. Juli 1929 –20. Jan. 1931     | Shimane   |
| 24                                              | Kōsaka Masayasu    | 20. Jan. 1931 –21. Dez. 1931    | Yamagata  |
| 25                                              | Ozaki Yūjirō       | 21. Dez. 1931 –28. Juni 1932    | Hyōgo     |
| 26                                              | Enfō Ryūsaku       | 28. Juni 1932 –21. Juli 1933    | Saitama   |
| 27                                              | Minabe Chōji       | 21. Juli 1933 –11. Aug. 1934    | Toyama    |
| 28                                              | Shinohara Eitarō   | 11. Aug. 1934 –12. Feb. 1937    | Nagano    |
| 29                                              | Tanaka Kōtarō      | 12. Feb. 1937 –9. Apr. 1940     | Nara      |
| 30                                              | Kodama Kyūichi     | 9. Apr. 1940 –26. März 1941     | Yamaguchi |
| 31                                              | Aikawa Katsuroku   | 26. März 1941 –9. Juni 1942     | Saga      |
| 32                                              | Yukizawa Chiyoji   | 10. Juni 1942 –1. Juli 1943     | Nagasaki  |
| 33                                              | Yoshino Shinji     | 1. Juli 1943 –21. Apr. 1945     | Miyagi    |
| 34                                              | Obata Tadayoshi    | 21. Apr. 1945 –10. Juni 1945    | Osaka     |
| 35                                              | Furui Yoshimi      | 10. Juni 1945 –19. Aug. 1945    | Tottori   |
| 36                                              | Fukumoto Ryūichi   | 19. Aug. 1945 –25. Jan. 1946    | Okayama   |
| 37                                              | Hayakawa Saburō    | 25. Jan. 1946 –9. Juli 1946     | Kanagawa  |
| 38                                              | Kuwahara Mikine    | 9. Juli 1946 –5. März 1947      | Yamanashi |
| 39                                              | Aoyagi Hideo       | 5. März 1947 –12. Apr. 1947     | Gunma     |

## Gewählte Gouverneure seit 1947
| #                                     | Name            | Amtszeit                     | Herkunft  | Partei(en)                                                                                             |
| ------------------------------------- | --------------- | ---------------------------- | --------- | --- |
| Gouverneure von Aichi Aichi-ken chiji |                 |                              |           | |
| 1                                     | Aoyagi Hideo    | 12. Apr. 1947 –4. Apr. 1951  | Gunma     | |
| 2                                     | Kuwahara Mikine | 11. Mai 1951 –14. Feb. 1955  | Yamanashi | |
| 3                                     | Kuwahara Mikine | 15. Feb. 1955 –14. Feb. 1959 | Yamanashi | |
| 4                                     | Kuwahara Mikine | 15. Feb. 1959 –14. Feb. 1963 | Yamanashi | |
| 5                                     | Kuwahara Mikine | 15. Feb. 1963 –14. Feb. 1967 | Yamanashi | |
| 6                                     | Kuwahara Mikine | 15. Feb. 1967 –14. Feb. 1971 | Yamanashi | |
| 7                                     | Kuwahara Mikine | 15. Feb. 1971 –14. Feb. 1975 | Yamanashi | |
| 8                                     | Nakaya Yoshiaki | 15. Feb. 1975 –14. Feb. 1979 | Aichi     | |
| 9                                     | Nakaya Yoshiaki | 15. Feb. 1979 –14. Feb. 1983 | Aichi     | |
| 10                                    | Suzuki Reiji    | 15. Feb. 1983 –14. Feb. 1987 | Aichi     | |
| 11                                    | Suzuki Reiji    | 15. Feb. 1987 –14. Feb. 1991 | Aichi     | |
| 12                                    | Suzuki Reiji    | 15. Feb. 1991 –14. Feb. 1995 | Aichi     | |
| 13                                    | Suzuki Reiji    | 15. Feb. 1995 –14. Feb. 1999 | Aichi     | |
| 14                                    | Kanda Masaaki   | 15. Feb. 1999 –14. Feb. 2003 | Aichi     | Unabhängiger (Wahlunterstützung durch LDP, DP, Kōmeitō, LP, SDP)                                       |
| 15                                    | Kanda Masaaki   | 15. Feb. 2003 –14. Feb. 2007 | Aichi     | Unabhängiger (Wahlunterstützung durch LDP, DP, Kōmeitō, Konservative Partei)                           |
| 16                                    | Kanda Masaaki   | 15. Feb. 2007 –14. Feb. 2011 | Aichi     | Unabhängiger (Wahlunterstützung durch LDP, Kōmeitō)                                                    |
| 17                                    | Ōmura Hideaki   | 15. Feb. 2011 –14. Feb. 2015 | Aichi     | Unabhängiger (Wahlunterstützung durch Kōmeitō, Genzei Nippon)                                          |
| 18                                    | Ōmura Hideaki   | 15. Feb. 2015 –14. Feb. 2019 | Aichi     | Unabhängiger (Wahlunterstützung durch DP, Kōmeitō, Ishin, Jisedai, Seikatsu, Genzei Nippon, LDP Aichi) |
| 19                                    | Ōmura Hideaki   | 15. Feb. 2019 –14. Feb. 2023 | Aichi     | Unabhängiger (Wahlunterstützung durch LDP Aichi, KDP, Kōmeitō, DVP)                                    |
| 20                                    | Ōmura Hideaki   | seit 15. Feb. 2023           | Aichi     | Unabhängiger (Wahlunterstützung durch LDP Aichi, KDP, Kōmeitō, DVP)                                    |